# Presidente de la Cámara de Representantes de los Estados Unidos
El presidente de la Cámara de Representantes de los Estados Unidos (en inglés: Speaker of the United States House of Representatives) asume las funciones de representación de la Cámara de Representantes. Habitualmente no preside personalmente los debates, en su lugar delega tal función a otro miembro de la cámara del partido mayoritario. Además de presidir la Cámara, tiene funciones administrativas y de procedimiento, y permanece como representante de su propio distrito.
Ocupa el segundo lugar en la línea de sucesión presidencial, después del vicepresidente de los Estados Unidos que asume también ex officio la presidencia del Senado.
Actualmente, el cargo está ocupado por Mike Johnson quién fue elegido luego de la destitución del republicano Kevin McCarthy.

## Historia
El cargo fue creado específicamente por el texto constitucional en el Artículo Primero Sección 2. El primer Presidente fue Frederick Muhlenberg, quien fue elegido cuando la Cámara se formó por primera vez en 1789. En un principio el cargo de Presidente de la Cámara no tenía mucha influencia, hasta que Henry Clay fue elegido para el (1811–1814, 1815–1820 y 1823–1825). En contraste con muchos de sus predecesores, Clay participaba en la mayoría de los debates, y usaba su influencia en procurar lograr sus objetivos (por ejemplo, la declaración de la guerra anglo-estadounidense de 1812, y varias leyes que Clay mismo iba propugnando para el sistema económico estadounidense). Cuando en las elecciones presidenciales de 1824 ningún candidato obtuvo la mayoría del Colegio Electoral, el presidente de los Estados Unidos debió ser elegido por la Cámara de Representantes y su Presidente, Henry Clay apoyó a John Quincy Adams en lugar de apoyar a Andrew Jackson y con ello aseguró la victoria de Adams.

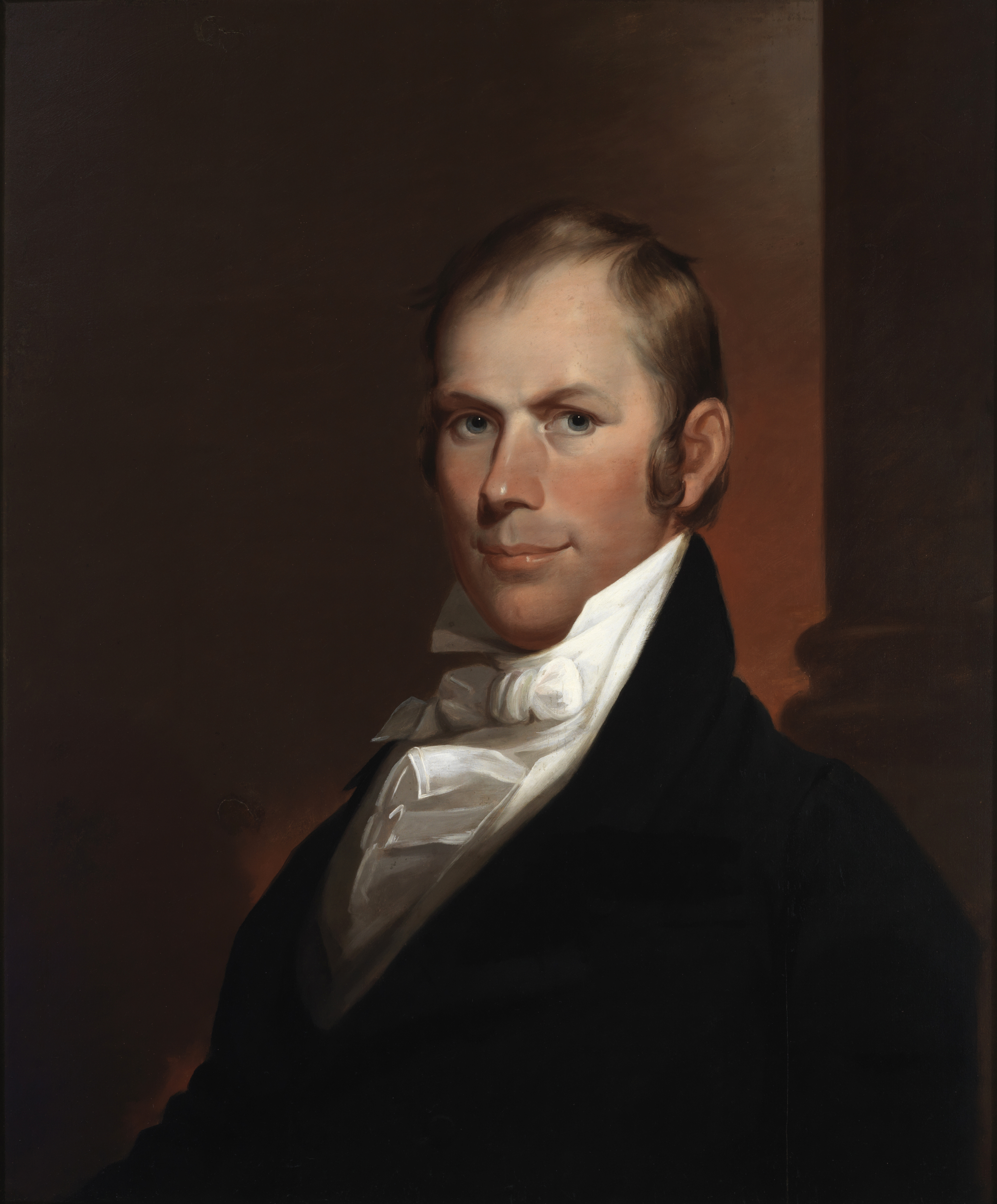
Henry Clay utilizó su influencia como presidente de la Cámara para favorecer sus propuestas.

Después de que Clay se retirara en 1825, el poder del Presidente de la Cámara de Diputados volvió a retraerse; al mismo tiempo, la elección del Presidente de la Cámara se volvió más amarga. A medida que se acercaba la Guerra Civil, diferentes grupos nominaron a sus propios candidatos, haciendo que resultara difícil obtener la mayoría necesaria. En 1855 y en 1859, cada elección del Presidente de la Cámara duró dos meses y conllevó 133 y 44 votaciones respectivamente. El presidente de la Cámara solía permanecer en el cargo por periodos breves; por ejemplo, entre 1839 y 1863 asumieron el cargo once presidentes y solo uno de ellos estuvo en funciones por más de un periodo.
Poco antes del final del siglo XIX, la presidencia de la Cámara de Representantes comenzó a ejercer mayor influencia. Una de las fuentes más importantes de su poder era su posición como Presidente de la Comisión encargada del Reglamento "Chairman of the U.S. House Committee on Rules", el cual, tras la reorganización del sistema de comités en 1880, se convirtió en uno de los comités más importantes de la Cámara. Así, muchos de los presidentes de la Cámara se convirtieron en importantes figuras de sus partidos; entre los ejemplos están los demócratas Samuel J. Randall, John Griffin Carlisle, y Charles F. Crisp, y los republicanos James G. Blaine, Thomas Brackett Reed, y Joseph Gurney Cannon.
El 16 de noviembre de 2006, Pelosi, quien era la líder del Partido Demócrata en la Cámara, fue elegida por su partido para asumir la presidencia del Congreso n.º 110 convenido el 4 de enero de 2007. Fue formalmente nominada por el representante Rahm Emanuel, el presidente del Caucus Demócrata y fue formalmente elegida la 52° presidenta de la Cámara de Representantes por 233 votos frente a los 202 obtenidos por su oponente republicano John Boehner y convirtiéndose en la primera mujer en presidir la Cámara de Representantes. Pelosi permaneció liderando la Cámara también en el 111.º Congreso hasta que el 5 de enero de 2011 fue sucedida por John Boehner quien se convirtió en el 53 Presidente liderando el 112.º y el 113.er Congreso de Representantes, durante cinco años, hasta su dimisión en 2015. Fue sustituido el 29 de octubre de 2015 por el también republicano Paul Ryan tras varias semanas de debate en las filas republicanas y la renuncia de Kevin McCarthy a disputar el cargo por las presiones de los más ultraconservadores. Ryan fue la persona más joven en ocupar la presidencia desde finales del siglo XIX.
El 3 de enero de 2019 la demócrata Nancy Pelosi asumió la presidencia de la cámara durante el 116.º Congreso de Estados Unidos y posteriormente en el 117.º Congreso el 3 de enero de 2021.
Con el inicio del 118.º Congreso de los Estados Unidos fue propuesto por el partido Republicano Kevin McCarthy con un sector en contra dentro del propio partido, en la primera votación que se realizó el 3 de enero de 2023, ningún candidato obtuvo la mayoría de los votos (218) para asegurar la presidencia, por lo que se necesitaron más votaciones. El 6 de enero, algunos miembros del Freedom Caucus —los principales opositores de McCarthy— fueron alineándose a su partido y votaron por él. En la madrugada del 7 de enero, en la 15.ª y última votación, los opositores restantes de McCarthy se abstuvieron, por lo que el umbral de votos necesarios bajó de 217 a 215. McCarthy fue elegido presidente con 216 votos.

## Expresidentes actualmente vivos

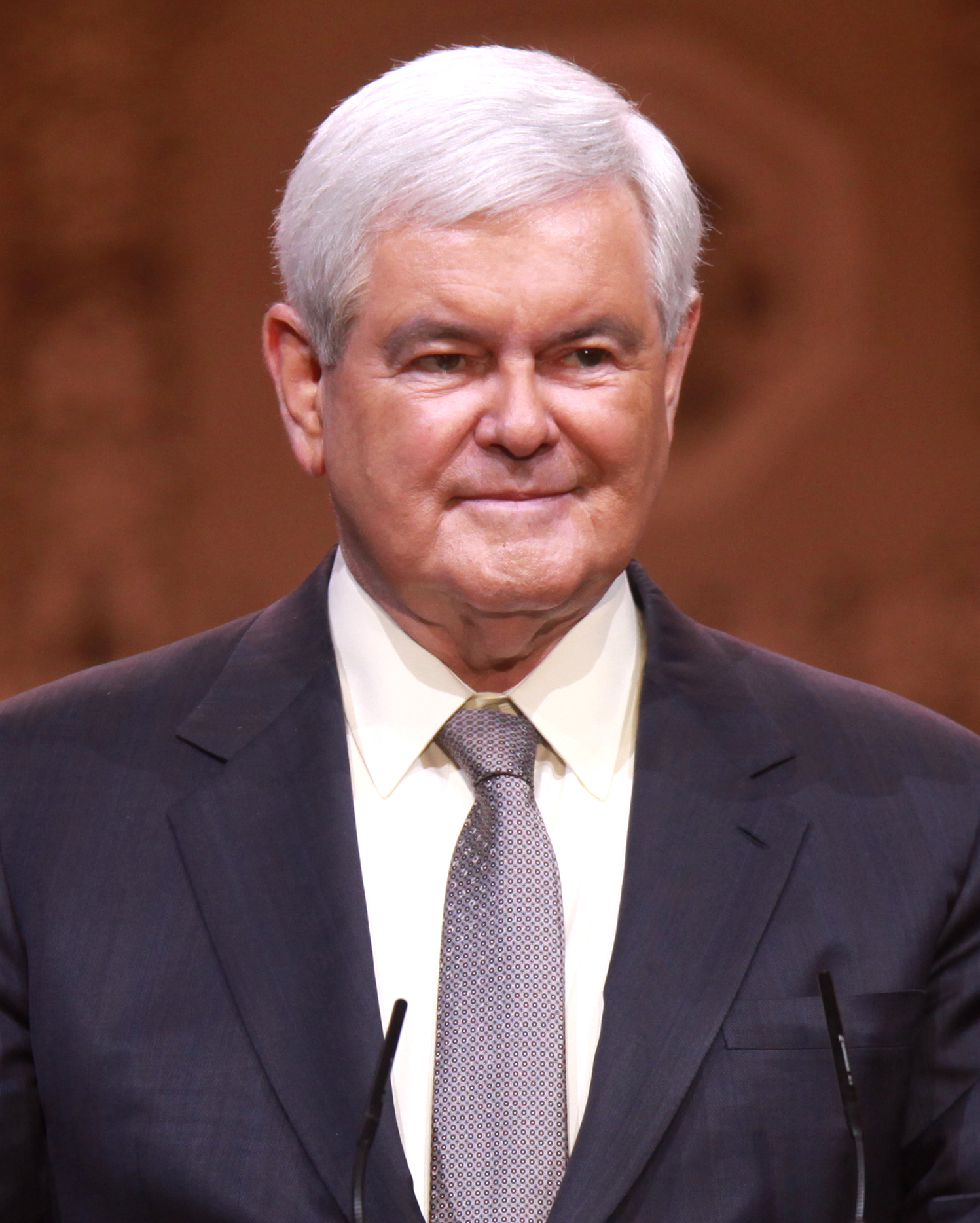
Newt Gingrich (R-GA) (1995-1999)
81 años
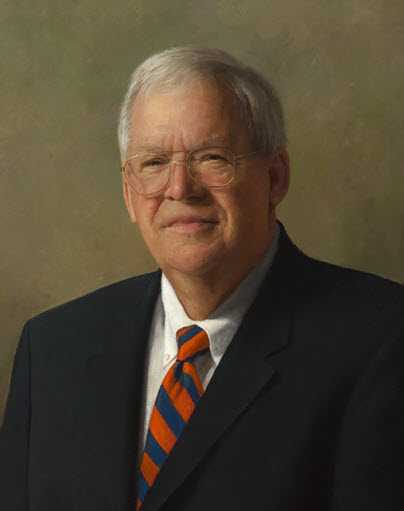
Dennis Hastert (R-IL) (1999–2007)
83 años
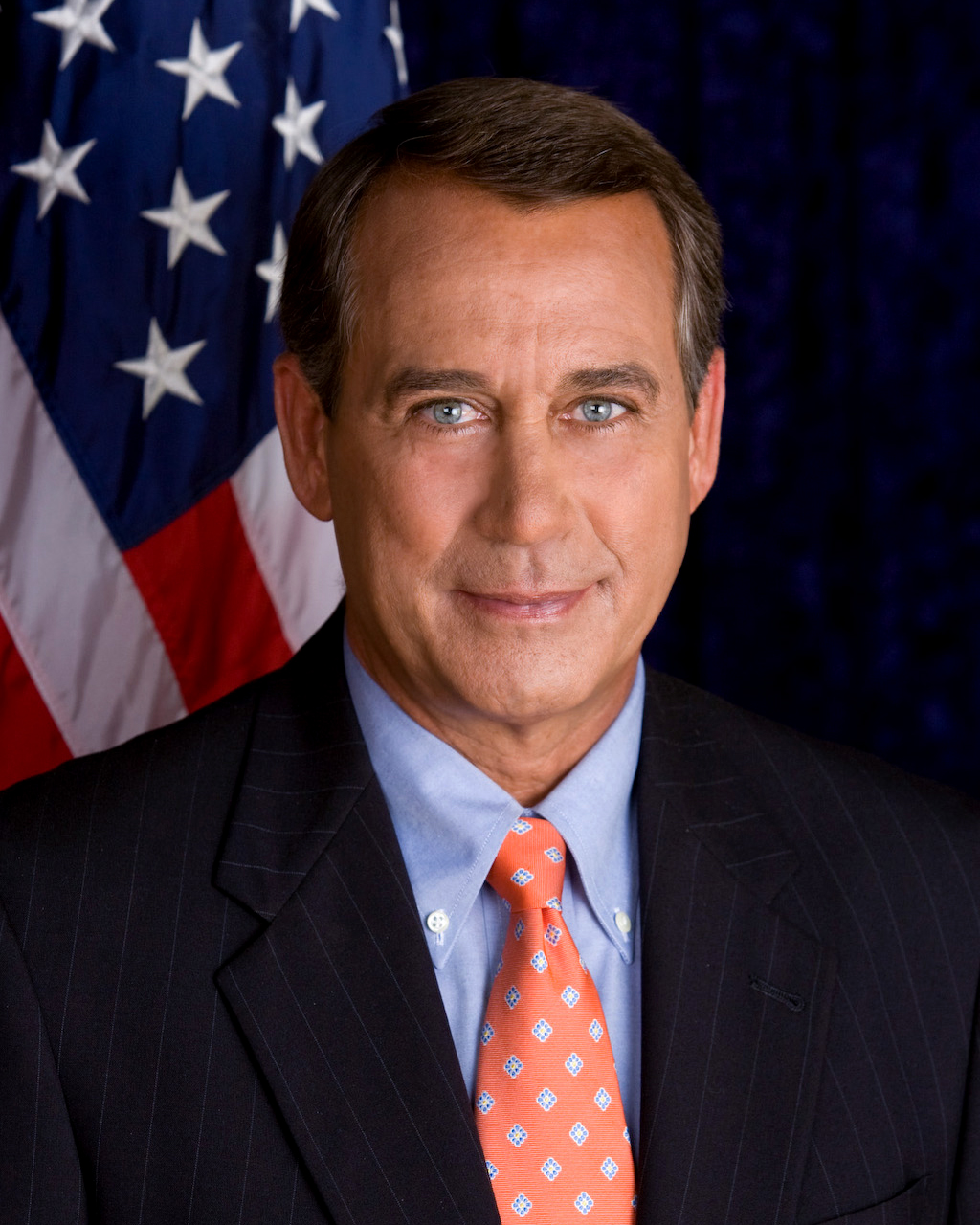
John Boehner (R-OH) (2011–2015) 75 años
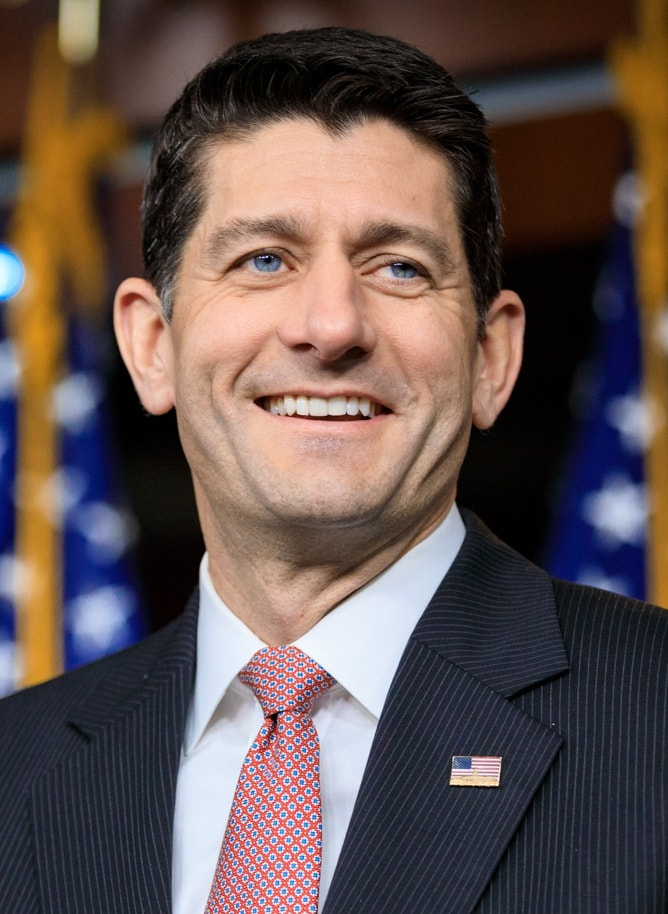
Paul Ryan (R-WI) (2015-2019) 55 años
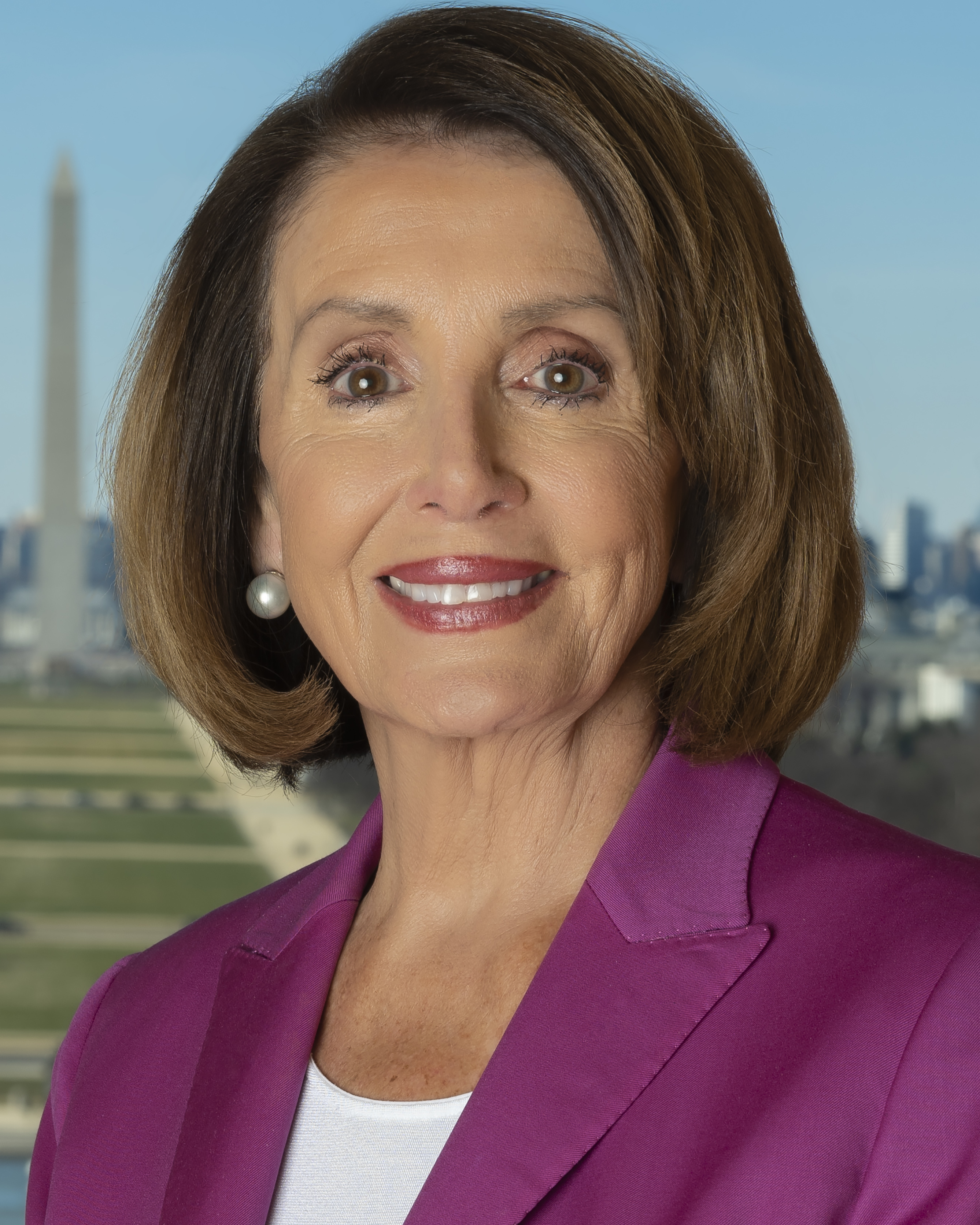
Nancy Pelosi (D-CA) (2007-2011; 2019-2023)
84 años
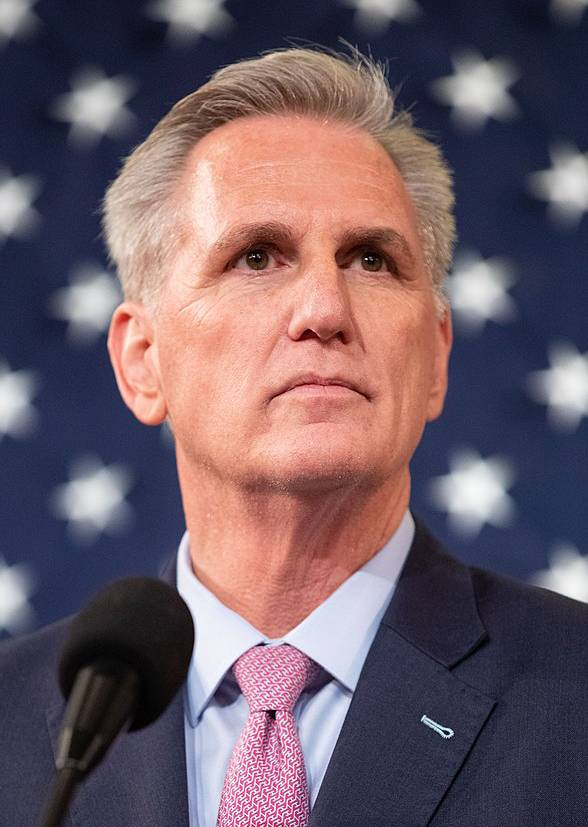
Kevin McCarthy (R-CA) (2023) 60 años